# Dahira
Le dahira est un chant religieux pratiqué sur l'île de Mayotte et dans certaines régions de Madagascar. Il est accompagné essentiellement de danse et de chant et est principalement réservé aux hommes. Les femmes peuvent notamment le pratiquer en étant assises,.

## Déroulement
Les dahiras sont organisés sous forme de tournée durant toute l'année sur toute l'île de Mayotte et d'autres pays, comme la France. Cela se déroule généralement du soir (après la prière de l'Aïcha), jusqu'à l'aube.
Les hommes se lèvent, disent le djalal ("Allah, Allah"), pour appeler les personnes à venir avec elles, comme quand l'Adhan appelle les personnes à la prière. Lorsque les hommes sont présents, ils se mettent assis en position de seiza (genoux à terre, pieds en dessous des fesses) et ne laissent aucun espace. Tous les genoux doivent se toucher afin de ne pas laisser d'espace. Ils se préparent à lire le wadhuifa. Cela dure pendant environ 15 minutes. Après cela, une personne commence à dire les istighfar, principalement "la ilaha ilallah" et le groupe le suit. Ensuite la personne qui a commencé les istighfar dit "Allah Allah" sur un rythme lent et les autres répètent. Ils disent chacun cette parole trois fois. La personne qui a commencé accélère le rythme et les autres le suivent. Ensuite, la personne qui a commencé redit "Allah Allah" lentement et quand le groupe répète, tout le monde se lève et se donne la main. Ils continuent à dire "Allah Allah" pour que tout le monde soit placé, ensuite la personne qui dirige le groupe fait commencer le dahira. Des personnes commencent le dahira, les autres qui ne le connaissent pas font le lahadji. tout le cercle danse en fonction du rythme. et ainsi de suite jusqu'à ce que la personne qui dirige dise que l'on s'assoit pour faire les mayahindhois. Lorsque les personnes sont assises, une personne lit du Coran. Ensuite une personne lit les rouhis. Puis le groupe d'hommes lit le sa altou. À la suite de cela, une personne va lire une dou'a, puis elle lit le wafakanallah. Ensuite le groupe chante une partie de dahira en ralenti pour accueillir la personne qui va venir faire les mayahindhois. Dès lors que les mayahindhois sont terminés, les personnes vont manger (boire du thé, du café, manger des gâteaux, etc.) ou bien prendre l'air, etc. Le scénario se répète jusqu'au lever du soleil,. Avant la fin de l'événement, les participants se donnent rendez-vous la semaine suivante dans un village différent.